# Bagneux-la-Fosse
Bagneux-la-Fosse település Franciaországban, Aube megyében. Lakosainak száma 177 fő (2022. január 1.). Bagneux-la-Fosse Avirey-Lingey, Balnot-la-Grange, Bragelogne-Beauvoir, Pargues és Les Riceys községekkel határos.

## Népesség
A település népességének változása:
| Lakosok száma | 241  | 239  | 217  | 187  | 171  | 168  | 168  | 171  | 172  | 177  |
|               | 1968 | 1982 | 1990 | 2006 | 2013 | 2015 | 2017 | 2019 | 2020 | 2022 |